# عثمانية كبيرة
عثمانية كبيرة هي قرية سوريّة تتبع إداريّاً لمحافظة حلب منطقة جبل سمعان ناحية الزربه، بلغ تعداد سكانها 1،747 نسمة حسب التعداد السكاني لعام 2004.